# Frank Rainieri

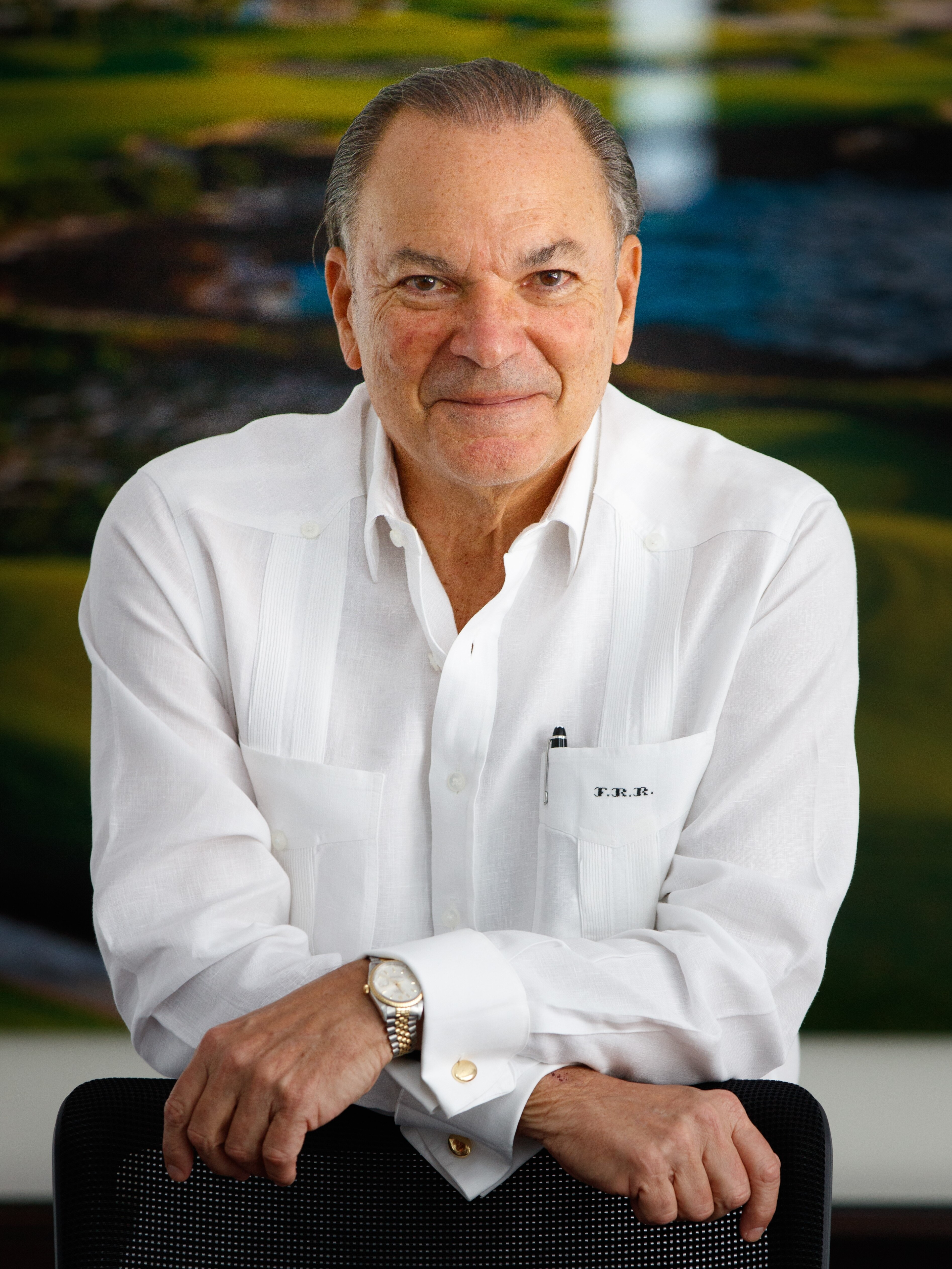
Frank Rainieri (2016)

Francisco Rafael „Frank“ Rainieri Marranzini (* 24. Oktober 1945 in San Felipe de Puerto Plata, Puerto Plata) ist ein dominikanischer Geschäftsmann und Diplomat des Souveränen Malteserordens.
Er ist Chairman of the Board und Gründer der Grupo Puntacana. Laut Forbes verfügte Rainieri im Jahr 2014 über eines der zehn größten Vermögen in der Dominikanischen Republik. Im selben Jahr wurde er zum Botschafter des Souveränen Malteserordens in der Dominikanische Republik ernannt.
Rainieri ist Mitglied des Executive Committee des World Travel and Tourism Council (WTTC), einer internationalen Organisation der Tourismuswirtschaft.

## Auszeichnungen
- 2018: Ehrendoktorwürde der Roger Williams University, Rhode Island[4]
- 2019: Großkreuz des Verdienstordens Pro Merito Melitensi[5]
- 2023: Rio-Branco-Orden[6]
- 2024: Komturkreuz des Ordens des Sterns von Italien[7]
- 2024: „Verdienstvoller Sohn“ (Hijo Meritorio) der Gemeinde Higüey[8]